# Course en ligne masculine de cyclisme sur route aux Jeux olympiques d'été de 1936
Navigation
Los Angeles 1932 Londres 1948
La course en ligne masculine de cyclisme sur route, épreuve de cyclisme des Jeux olympiques d'été de 1936, a lieu le 10 août 1936 à Berlin en Allemagne. Elle s'est déroulée sur 100 km.
Lors de ces Jeux de 1936, la course individuelle est disputée sous forme de course en ligne, avec départ groupé, et non en contre-la-montre comme ce fut le cas lors des Jeux précédents.
Les lignes de départ et d'arrivée se trouvent sur l'« AVUS », à l'est de Berlin. Après un tour et demi de ce circuit automobile, la course en sort par la porte sud, puis longe la Havel sur la Havelchaussee (de). Les coureurs tournent ensuite à gauche sur la Heerstrasse, en direction de Döberitz. La course passe ensuite devant le village olympique puis par les localités de Priort (de), Kartzow (de), Fahrland, Krampnitz (de), Groß Glienicke. Elle retrouve la Heerstrasse pour retourner sur l'AVUS.

## Classement final
| Rang                                | Cycliste                    | Pays                 | Temps            |
| ----------------------------------- | --------------------------- | -------------------- | ---------------- |
| Médaille d'or, Jeux olympiques      | Robert Charpentier          | France               | 2 h 33 min 5 s   |
| Médaille d'argent, Jeux olympiques  | Guy Lapébie                 | France               | 2 h 33 min 5 s 2 |
| Médaille de bronze, Jeux olympiques | Ernst Nievergelt            | Suisse               | 2 h 33 min 5 s 8 |
| 4                                   | Fritz Scheller              | Allemagne            | 2 h 33 min 6 s   |
| 4                                   | Charles Holland             | Grande-Bretagne      | 2 h 33 min 6 s   |
| 4                                   | Robert Dorgebray            | France               | 2 h 33 min 6 s   |
| 7                                   | Pierino Favalli             | Italie               | 2 h 33 min 6 s 2 |
| 8                                   | Auguste Garrebeek           | Belgique             | 2 h 33 min 6 s 6 |
| 8                                   | Armand Putzeyse             | Belgique             | 2 h 33 min 6 s 6 |
| 8                                   | Talat Tunçalp               | Turquie              | 2 h 33 min 6 s 6 |
| 11                                  | Edgar Buchwalder            | Suisse               | 2 h 33 min 7 s   |
| 12                                  | Frode Sørensen              | Danemark             | 2 h 33 min 7 s 2 |
| 12                                  | August Prosenik             | Yougoslavie          | 2 h 33 min 7 s 2 |
| 14                                  | Kurt Ott                    | Suisse               | 2 h 33 min 7 s 6 |
| 15                                  | Glauco Servadei             | Italie               | 2 h 33 min 7 s 8 |
| 16                                  | Tassy Johnson               | Australie            | 2 h 33 min 8 s   |
| 16                                  | Virgilius Altmann           | Autriche             | 2 h 33 min 8 s   |
| 16                                  | Hans Höfner                 | Autriche             | 2 h 33 min 8 s   |
| 16                                  | Eugen Schnalek              | Autriche             | 2 h 33 min 8 s   |
| 16                                  | Jean-François Van Der Motte | Belgique             | 2 h 33 min 8 s   |
| 16                                  | Kanyo Dzhambazov            | Bulgarie             | 2 h 33 min 8 s   |
| 16                                  | Arne Petersen               | Danemark             | 2 h 33 min 8 s   |
| 16                                  | Thor Porko                  | Finlande             | 2 h 33 min 8 s   |
| 16                                  | Jean Goujon                 | France               | 2 h 33 min 8 s   |
| 16                                  | János Bognár                | Hongrie              | 2 h 33 min 8 s   |
| 16                                  | István Liszkay              | Hongrie              | 2 h 33 min 8 s   |
| 16                                  | Corrado Ardizzoni           | Italie               | 2 h 33 min 8 s   |
| 16                                  | Jacques Majerus             | Luxembourg           | 2 h 33 min 8 s   |
| 16                                  | Franz Neuens                | Luxembourg           | 2 h 33 min 8 s   |
| 16                                  | Nico van Gageldonk          | Pays-Bas             | 2 h 33 min 8 s   |
| 16                                  | Wacław Starzyński           | Pologne              | 2 h 33 min 8 s   |
| 16                                  | Stanisław Zieliński         | Pologne              | 2 h 33 min 8 s   |
| 16                                  | Hennie Binneman             | Afrique du Sud       | 2 h 33 min 8 s   |
| 16                                  | Gottlieb Weber              | Suisse               | 2 h 33 min 8 s   |
| 16                                  | Arne Berg                   | Suède                | 2 h 33 min 8 s   |
| 16                                  | Josef Lošek                 | Tchécoslovaquie      | 2 h 33 min 8 s   |
| 16                                  | Franc Gartner               | Yougoslavie          | 2 h 33 min 8 s   |
|                                     | Mārtiņš Mazūrs              | Lettonie             | 2 h 37 min 8 s   |
| Arvīds Immermanis                   | Lettonie                    | 2 h 52 min 8 s       |                  |
| Aleksejs Jurjevs                    | Lettonie                    | 2 h 52 min 8 s       |                  |
| Jānis Vītols                        | Lettonie                    | 2 h 52 min 8 s       |                  |
| Chris Wheeler                       | Australie                   | temps non enregistré |                  |
| Karl Kühn                           | Autriche                    | temps non enregistré |                  |
| Jef Lowagie                         | Belgique                    | temps non enregistré |                  |
| Dertônio Ferrer                     | Brésil                      | temps non enregistré |                  |
| José Magnani                        | Brésil                      | temps non enregistré |                  |
| Hermógenes Netto                    | Brésil                      | temps non enregistré |                  |
| Nikola Nenov                        | Bulgarie                    | temps non enregistré |                  |
| Aleksandar Nikolov                  | Bulgarie                    | temps non enregistré |                  |
| Gennadi Simov                       | Bulgarie                    | temps non enregistré |                  |
| Lionel Coleman                      | Canada                      | temps non enregistré |                  |
| George Crompton                     | Canada                      | temps non enregistré |                  |
| Rusty Peden                         | Canada                      | temps non enregistré |                  |
| George Turner                       | Canada                      | temps non enregistré |                  |
| Jesús Chousal                       | Chili                       | temps non enregistré |                  |
| Jorge Guerra                        | Chili                       | temps non enregistré |                  |
| Rafael Montero                      | Chili                       | temps non enregistré |                  |
| Manuel Riquelme                     | Chili                       | temps non enregistré |                  |
| Knud Jacobsen                       | Danemark                    | temps non enregistré |                  |
| Tage Møller                         | Danemark                    | temps non enregistré |                  |
| Tauno Lindgren                      | Finlande                    | temps non enregistré |                  |
| Jackie Bone                         | Grande-Bretagne             | temps non enregistré |                  |
| Willi Meurer                        | Allemagne                   | temps non enregistré |                  |
| Fritz Ruland                        | Allemagne                   | temps non enregistré |                  |
| Emil Schöpflin                      | Allemagne                   | temps non enregistré |                  |
| István Adorján                      | Hongrie                     | temps non enregistré |                  |
| Károly Nemes-Nótás                  | Hongrie                     | temps non enregistré |                  |
| Elio Bavutti                        | Italie                      | temps non enregistré |                  |
| Adolf Schreiber                     | Liechtenstein               | temps non enregistré |                  |
| Paul Frantz                         | Luxembourg                  | temps non enregistré |                  |
| Rudy Houtsch                        | Luxembourg                  | temps non enregistré |                  |
| René van Hove                       | Pays-Bas                    | temps non enregistré |                  |
| George Giles                        | Nouvelle-Zélande            | temps non enregistré |                  |
| Manuel Bacigalupo                   | Pérou                       | temps non enregistré |                  |
| Gregorio Caloggero                  | Pérou                       | temps non enregistré |                  |
| José Mazzini                        | Pérou                       | temps non enregistré |                  |
| César Peñaranda                     | Pérou                       | temps non enregistré |                  |
| Mieczysław Kapiak                   | Pologne                     | temps non enregistré |                  |
| Wiktor Olecki                       | Pologne                     | temps non enregistré |                  |
| Ted Clayton                         | Afrique du Sud              | temps non enregistré |                  |
| Berndt Carlsson                     | Suède                       | temps non enregistré |                  |
| Ingvar Ericsson                     | Suède                       | temps non enregistré |                  |
| Vilém Jakl                          | Tchécoslovaquie             | temps non enregistré |                  |
| Hans Leutelt                        | Tchécoslovaquie             | temps non enregistré |                  |
| Miloslav Loos                       | Tchécoslovaquie             | temps non enregistré |                  |
| Kirkor Canbazyan                    | Turquie                     | temps non enregistré |                  |
| Kazım Bingen                        | Turquie                     | temps non enregistré |                  |
| Orhan Suda                          | Turquie                     | temps non enregistré |                  |
| Albert Byrd                         | États-Unis                  | temps non enregistré |                  |
| Charles Morton                      | États-Unis                  | temps non enregistré |                  |
| Paul Nixon                          | États-Unis                  | temps non enregistré |                  |
| John Sinibaldi                      | États-Unis                  | temps non enregistré |                  |
| Josip Pokupec                       | Yougoslavie                 | temps non enregistré |                  |
| Ivan Valant                         | Yougoslavie                 | temps non enregistré |                  |
| Bill Messer                         | Grande-Bretagne             | abandon              |                  |
| Alick Bevan                         | Grande-Bretagne             | abandon              |                  |
| Gerrit Schulte                      | Pays-Bas                    | abandon              |                  |
| Philippus Vethaak                   | Pays-Bas                    | abandon              |                  |
| Sven Johansson                      | Suède                       | abandon              |                  |